# Suphachai Phosu
Suphachai Phosu (thaï : ศุภชัย โพธิ์สุ), né le 1er janvier 1958 dans le district de Si Songkhram, dans la province de Nakhon Phanom, est un homme politique thaïlandais.

## Biographie

### Vie privée
Suphachai Phosu naît de parents agriculteurs et est issu d'une famille nombreuse. Son père décède lorsqu'il a 11 ans. 
Il est diplômé de l'université Ramkhamhaeng.

### Parcours politique
Membre de plusieurs partis politiques depuis la fin des années 1970, dont le Parti démocrate ou la Nation thaïe dans les années 1990, il est d'abord membre du Conseil provincial de Nakhon Phanom jusqu'en 1992. 
Il se lance ensuite sur la scène politique nationale en devenant membre de la Chambre des représentants pour la cinquième circonscription de Nakhon Phanom en 2001 après 3 tentatives aux élections précédentes. Il est à ce moment-là membre de la Nouvelle aspiration, parti qui fusionnera avec le Thai Rak Thai en 2002. Réélu ensuite en 2005, il reste membre de ce même parti jusqu'en 2007, année où le parti est dissous par la Cour constitutionnelle, et rejoint son de facto successeur, le Palang Prachachon durant les élections de 2007. Il devient par ailleurs député de la première circonscription de Nakhon Phanom, la cinquième ayant été supprimée. Il fait ensuite partie des cofondateurs de la Fierté thaïe, une scission de son précédent parti également en 2008 par la Cour constitutionnelle. 
Avec la participation de la Fierté thaïe au sein du gouvernement d'Aphisit Wetchachiwa, il est nommé vice-ministre auprès du ministre de l'Agriculture et des Coopératives, Teera Wongsamut (th). 
En 2019, lors de son quatrième mandat en tant que député, il est élu second vice-président de la Chambre des représentants.